# Arthromelodes championi
Arthromelodes championi (лат.) — вид жуков-ощупников (Pselaphinae) из семейства стафилиниды.

## Распространение
Индия (Химачал-Прадеш и Уттаракханд), Китай (Тибетский автономный район: уезды Гьиронг и Динггье).

## Описание
Мелкие коротконадкрылые жуки. Длина тела 2,0—2,2 мм. Основная окраска красновато-коричневая. Основные отличия от близких видов: голова округлена в основании; темя с глубокой поперечной бороздой между усиковыми бугорками и длинным медиобазальным килем, вершинные ямки умеренно крупные и асетозные; антенна умеренно удлинена, антенномеры каждый от субмонилиформного до слабо удлинённого, антенномеры 7 и 8 умеренно расширены, 9-й сильно расширен мезально. Дискальная полоса надкрылий простирается назад более чем на 1/3 длины надкрылий. Передние и задние лапки простые, мезотрохантер с острым шипом на вентральном крае, средняя голень с крупным, субтреугольным вершинным шипом. Брюшко с крупным тергитом 1 (IV) длиннее тергитов 2—4 (V—VII) вместе взятых в дорсальном виде, простое. Эдеагус сильно асимметричный, вентральный стебелёк в дорсальном виде широкий по всей длине, сильно изогнут влево в вентральном виде, дорсальная доля тонкая и удлинённая, сильно изогнута вниз в апикальной части, парамеры редуцированы и образуют единую мембранозную структуру.

## Систематика и этимология
Вид был впервые описан в 1960 году французским энтомологом Рене Жаннелем под названием Plocamarthrus championi Jeannel, 1960, а его перенос в состав рода Arthromelodes проведён в ходе ревизии 2022 года китайским энтомологом Zi-Wei Yin (Shanghai Normal University, Шанхай, Китай). Arthromelodes championi это типовой вид Plocamarthrus, бывшего рода, описанного Рене Жаннелем и центр группы P. championi. Самцы легко отделяются от всех сородичей группы по увеличенным антенномерам 7—8 и мезально расширенному антенномеру 9, в сочетании с отчётливым апикальным шипом средней голени и дорсально широкой, сильно изогнутой срединной лопастью эдеагуса. Близким к таксону Arthromelodes championi видом также является Arthromelodes monba.